# Stolnoteniski športski klub Virovitica
Stolnoteniski športski klub Virovitica osnovan je 1975. godine u Virovitici. Ženska ekipa Virovitice danas se natječe u 2. hrvatskoj ligi, a najbolja muška u 3. HL.

## Vanjske poveznice
- Službena stranica  Arhivirana inačica izvorne stranice od 3. siječnja 2009. (Wayback Machine)